# Badrock (Björn Skifs)
Badrock är en återkommande konsertturné med Björn Skifs som nyckelperson. Turnén har sitt ursprung  i en film som Skifs hade sett på 1970-talet. Filmen, musikdokumentären, som hette Mad Dogs and Englishmen, skildrade Joe Cocker och ett gäng glada musiker som tillsammans med fruar, barn och husdjur gav sig ut på en turné tillsammans.

## Medverkande och turnéplaner

### 1986
I den första uppsättningen av Badrock medverkade Björn Skifs, Sanne Salomonsen, Anne Lie Rydé, Elisabeth Andreasson, Marie Fredriksson, Mats Ronander, Peter Lundblad och Nils Landgren. Kapellmästare var Anders Berglund.  Tillsammans intog de slottsruinen i Borgholm på Öland med bara två dagars repetition innan premiär av showen den 2 juli och avslutades på samma ställe den 10 juli 1986. En återkommande turné som pågick i 7 år innan den nådde sitt slut.

### 1987
Showen fortsatte med en utökad turnéplan. Björn Skifs som var initiativtagare till Badrock hade som vision att varje år presentera en ny, relativt okänd, artist han ansåg passa bra i gruppen – vilket han gjorde. Det var under denna sommarturné som rockgruppen Roxette gjorde sitt första liveuppträdande någonsin . Följande artister medverkade: Björn Skifs, Sanne Salomonsen, Marie Fredriksson, Sharon Dyall, Mats Ronander, Per Gessle, Peter Lundblad och Margaretha Krook. Kapellmästare var Anders Berglund. Under sommaren 1987 besökte turnén mellan 7 och 8 juli Slottsruinen i Borgholm, 9–10 juli Svaneholms slott, 12 juli Halmstad och avslutades 14–15 juli i Borgholm och Slottsruinen .

### 1988
Badrock-turnén besökte Borgholm 4-5 juli samt 11-13 juli, Svaneholms slott 7 juli, Sofiero 8 juli och Varberg 9 juli. Medverkande artister under detta år var: Björn Skifs, Marie Fredriksson, Anna Lie Rydé, Louise Hoffsten, Mats Ronander och Tommy Nilsson. Kapellmästare var Anders Berglund..

### 1989
Turnén inleddes i Borgholm med två konserter den 3-4 juli, Sofiero den 7-8 juli, Varbergs fästning den 9 juli, Borgholm 11-12 juli, Svaneholms slott den 14 juli, Halmstad 15 juli, Lysekil den 16 juli och avslutades i Borgholm den 18-20 juli. Medverkande artister var: Björn Skifs, Sanne Salomonsen, Marie Bergman, Lena Philipsson, Mats Ronander och Tommy Nilsson. Kapellmästare var Anders Berglund..

### 1990
Turnén besökte Borgholm 9-10 juli, Vadstena 12-13 juli, Lysekil 15 juli, Västervik 18 juli, Sofiero 20-21 juli och avslutade i Varberg den 22 juli. Medverkande artister var: Björn Skifs, Sanne Salomonsen, Lisa Nilsson, Lis Sörensen, Ketty ”Lucrezia” Lindström, Mats Ronander, Tommy Nilsson, Peter Lundblad och Lennie Norman. Kapellmästare var Anders Berglund..

### 1991
Turnén startade den 30 juni i Borgholm följt av en show 1 juli. Sedan vidare till Piteå den 4 juli, Umeå 5 juli, Bollnäs 7 juli, Uppsala 9 juli, Vansbro 11 juli, Karlstad 13 juli, Lysekil 14 juli, Vadstena 16 juli, Västervik 17 juli, Helsingborg 19–20 juli och avslutades 23–24 juli i Borgholm. Medverkande artister detta år var Björn Skifs, Hanne Boel, Lisa Nilsson, Lennie Norman, Mats Ronander och Christer Sandelin. Kapellmästare var Anders Berglund..

### 1992
Turnén startade för sista gången den 29-30 juni i Borgholm följt av Umeå 4 juli, Sundsvall 5 juli, Bollnäs 7 juli, Vansbro 8 juli, Eskilstuna 11 juli, Linköping 14 juli, Jönköping 15 juli, Helsingborg 18 juli, Växjö 21 juli och avslutades för sista gången i Trosa den 22 juli. Medverkande artister under denna föreställning var Björn Skifs, Sanne Salomonsen, Tommy Nilsson, Stefan Andersson, Nikolaj Steen, Kee Marcello Löfbom, Svenne Rubins och Anders Eriksson . Kapellmästare var Anders Berglund .

### 2016
30 år efter den första Badrock-konserten återupplivades den under sommaren 2016 med Borgholms Slott och Slottsruinen som arena. Showen spelades 21 juli, 22 juli, 23 juli, 26 juli och 27 juli. Medverkande artister var Björn Skifs, Sanne Salomonsen, Mats Ronander, Tommy Nilsson, Nina Söderquist och Lisa Nilsson tillsammans med kapellmästare Anders Berglund.